# 杰克·安吉利
杰克·安吉利，生名雅各布·安东尼·安吉利·钱斯利（1980年代（約1988年）—），称号包括“匿名者Q萨满”、“Q萨满”、“牛角男”和“黄石野狼”等，是美国阴谋论者、作家、活动家，曾參與2021年美国国会大厦遭冲击事件。他是前美国总统唐納·川普的支持者，也是匿名者Q阴谋论的支持者。
安吉利至少从2019年起就参加了凤凰城地区的示威活动。他参加過各种宣传阴谋论、支持特朗普的集会，并在Black Lives Matter集会上进行反抗议。
在被拍到参与冲击国会大厦后，安吉利于1月9日被逮捕并遭到起诉，联邦政府指控他“在没有合法授权的情况下故意进入或留在任何受限制的建筑物或场地，具体是指暴力进入国会大厦并进行不法行为”。2021年11月17日，安吉利被聯邦法院宣判監禁41個月。

## 早年生活及受教育程度
安吉利生于约1988年，母亲是玛莎·钱斯利。他的高中时光在亞利桑那州鳳凰城的月谷高中度过，大学就读于格蘭岱爾社區學院，大学期间他曾修过一些心理学、宗教、哲学和制陶瓷的课程。

## 职业生涯
安吉利于2005年9月26日应征加入美國海軍。经过新兵训练和供应事务员培训后，他于2006年3月被分配至小鹰号航空母舰。随后他因拒绝接种炭疽疫苗而被海军开除。2007年9月29日，他被送至华盛顿州普吉特海湾一个暂住人员单位，并于10月11日被办理了退伍手续。服役两年零15天后，他的最终军衔为海军三等兵兼补给士官。他的军事奖项和勋章包括國防部服役獎章、反恐戰爭服役獎章、海上服务部署缎带及海外服务缎带。
安吉利自费出版了两本书：以筆名洛恩·沃尔夫于2017年出版的《意志与力量：走进生活图书馆 （第一卷）》（Will & Power: Inside the Living Library (Volume 1)）和2020年以雅各布·安吉利为名出版的《一心一意：幻觉的深层状态》（One Mind at a Time: A Deep State of Illusion）。他制作了11个支持各种阴谋论的视频，并在2020年底将其上传到平台Rumble。
安吉利在后台网站上有一份用于求职演员的简历。